# 西周 (王朝)

西周

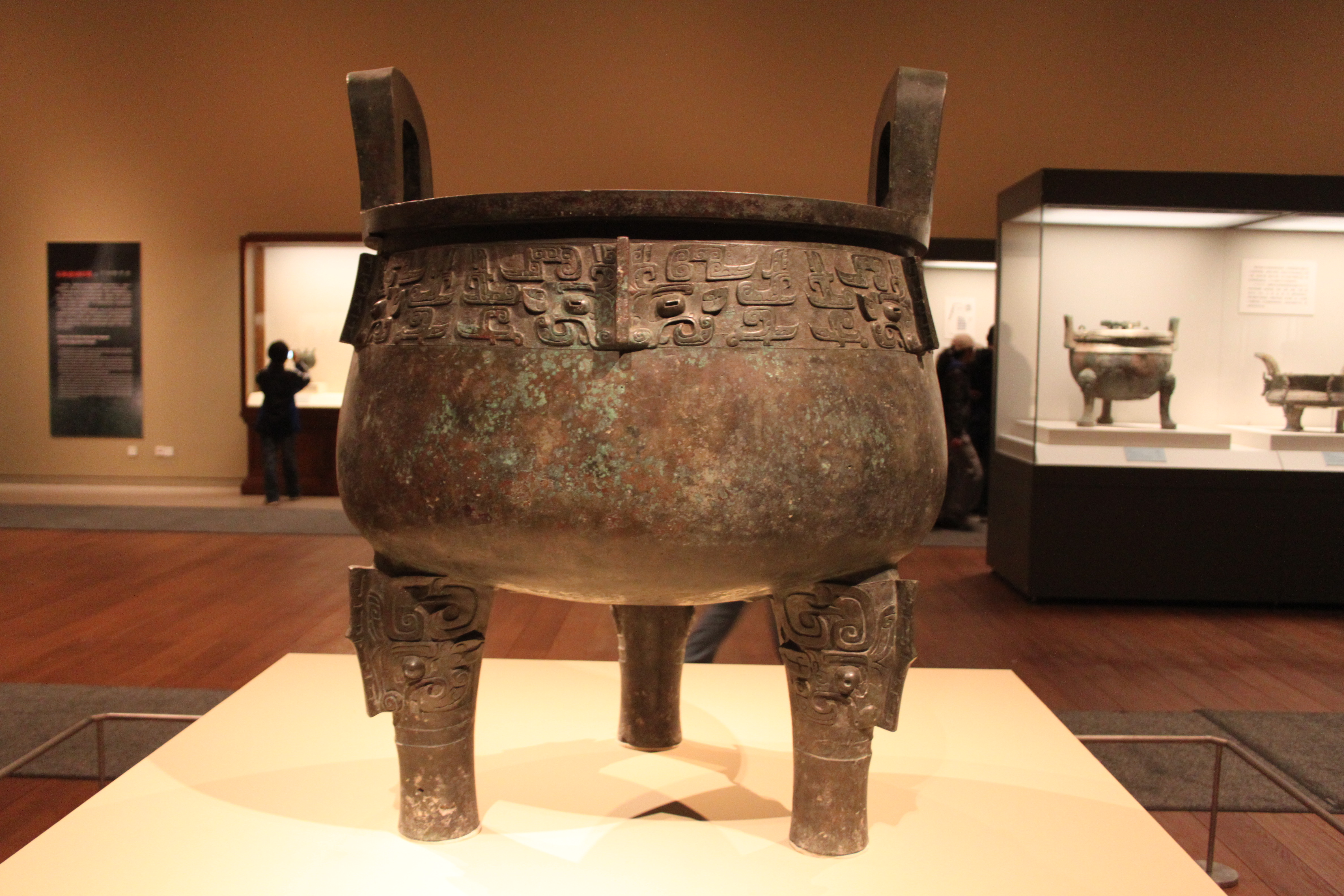
西周の鼎

西周（せいしゅう、中国語: Xīzhōu; c. 紀元前1045年 – 紀元前771年）は、古代中国の周王朝の前半部分である。周の武王が牧野の戦いで殷王朝を滅ぼして創設され、紀元前771年に犬戎の遊牧民が首都鎬京を侵略して幽王が殺されて終わった。
西周初期の国は、75年ほどは栄えていたが次第に勢力が衰えていった。先代の殷王朝の領土は封建領土で分かれていて、次第に王朝から独立していった。紀元前771年に、周王朝は渭水の流域から追い出され、その後の実権は、周王朝の名目上の封臣の手に握られた。

## 内戦
初期の記録はほとんど残っておらず、西周の記録は日付が不確かな王の記録のみである。武王は征服から2、3年で亡くなった。息子の成王が幼少だったため、兄弟の周公旦が経験が浅い幼少の王を摂政として補佐した。その他の兄弟（蔡叔度、管叔鮮、霍叔処）は周公旦の権力が強化されるのを不満に思い、武庚や他の領主、殷の遺民と手を組み、反乱を起こした（三監の乱）。周公旦は反乱を鎮圧して、多くの領土を征服して周王朝の支配下に置いた。
周公旦は王権神授説に対する殷の主張に対抗するために天命の教義を策定し、東の首都として洛陽を設立した。封建制において、王家の一族や将軍は洛陽、晋、殷、魯、斉、燕を含む東部に領土を与えられた。周王朝の支配がより大きな領域に広がったために、権威を維持するために定められたものだが、これらの領土の多くは周王朝の衰退とともに強大になっていった。周公旦が摂政を辞任してから、その後の成王の治世と、彼の息子の康王の治世は平和で繁栄していたとされる（成康の治）。

## その後の王

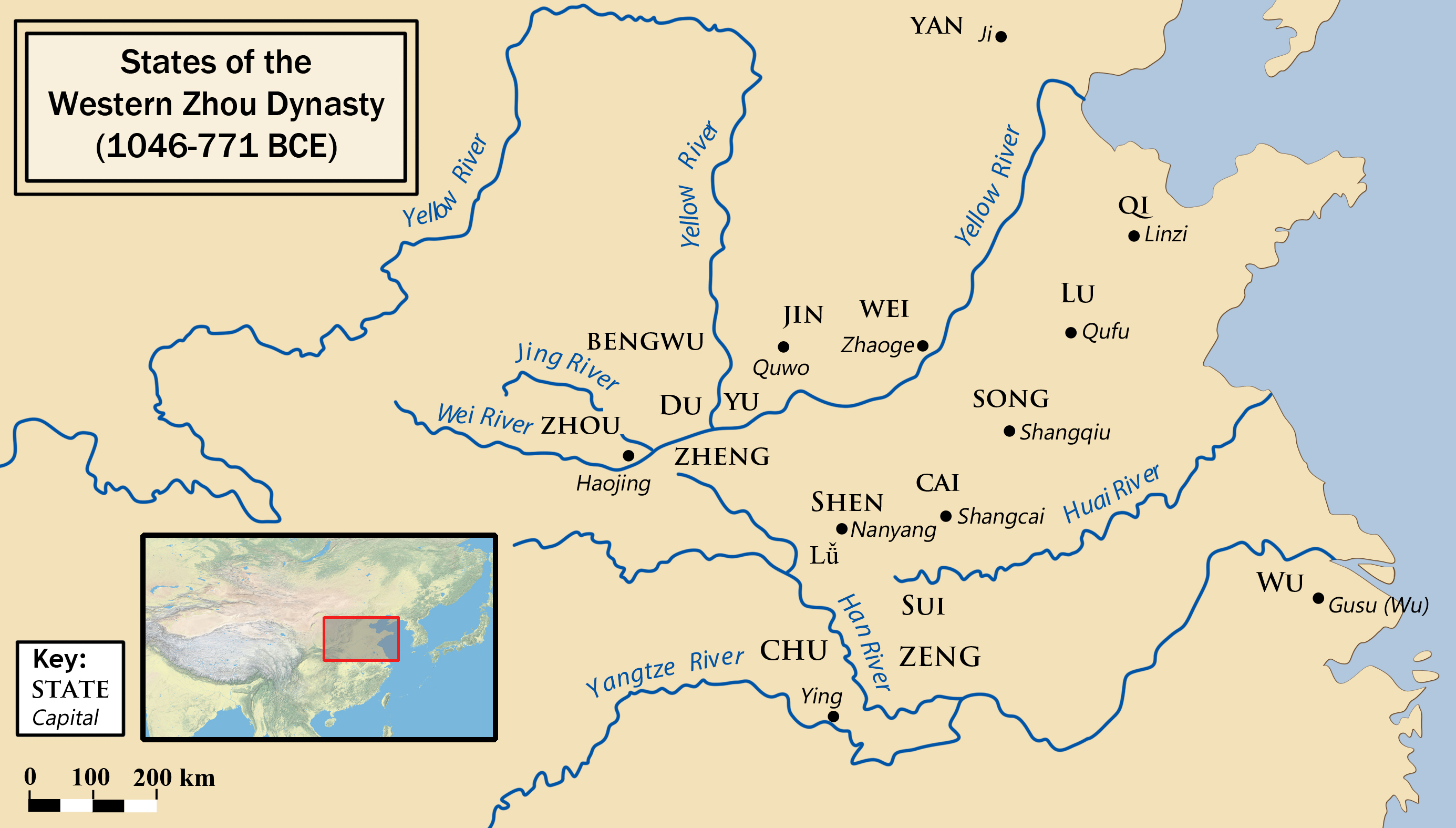
西周王朝の領土

第4代王の昭王は、楚に対して遠征したが周軍の大部分が戦死した。第5代王の穆王は西王母を訪ねたという伝説で知られている。領土は徐により失われた。おそらくは、かつて王の兄弟が保持していた領土が三従兄弟、四従兄弟に渡り、王と封建領主との間の家族関係が薄くなったために、穆王の長い治世の間に王朝が衰退していったとされる。周辺領土もまた、周王一族と同じように、地方で権力と威信を高めていった。
その後の4代の王（共王、懿王、孝王、夷王）については文献が乏しい。第9代王の夷王は斉の哀公を鼎で釜茹でにしたと言われ、このことは封建領主がもはや従順でなくなったことを意味している。第10代王の厲王（紀元前877年–紀元前841年）は追放され、14年ほど共和の摂政が続いた。厲王の追放は、中国で最初に記録された農民の反乱によるものである。厲王が追放先で亡くなると、共和が終わり、息子の宣王（紀元前827年–紀元前782年）が権力を握った。宣王は周王朝の権威維持に努めたが、諸侯はますます従わなくなった。西周の第12代王にして最後の王は幽王（紀元前781年–紀元前771年）であった。幽王が妻と側室を入れ換えると、紀元前771年に先妻の強大な父申侯が犬戎とともに西の首都鎬京を攻め、幽王は殺された（申侯の乱）。このことにより地方で戦争が始まり、秦が統一するまで続いた。学者の中には、鎬京侵略が、スキタイが西方に拡大する前にアルタイ山脈から襲撃したことに関連する可能性があると推測している。周の貴族のほとんどが渭水流域から撤退して、下流域にあった古い東の首都洛邑（現代の洛陽）付近に遷都した。これにより東周が始まり、慣習的に春秋時代と戦国時代に分けられている。
周王は収入のほとんどを渭水流域の王領から得ていた可能性がある。これは、周王朝が東遷してから急激に権力が衰退したことで説明されるが、証明するのは難しい。この数十年で、考古学者は周王朝の追放後に渭水流域で埋もれた、かなりの数の宝物庫を発見している。このことは、周の貴族が突然に故郷から追放され、帰還を望んだが、実現することがなかったことを意味している。

## 歴代の王
| 諡号 | 諱             | 治世（紀元前） | 治世（紀元前）         |
| 諡号 | 諱             | ショーネシー   | 夏商周年表プロジェクト |
| ---- | -------------- | -------------- | ---------------------- |
| 文王 | Chang (昌)     | 1099–1050      |                        |
| 武王 | Fa (發)        | 1049–1043      | 1046–1043              |
| 成王 | Song (誦)      | 1042–1006      | 1042–1021              |
| 康王 | Zhao (釗)      | 1005–978       | 1020–996               |
| 昭王 | Xia (瑕)       | 977–957        | 995–977                |
| 穆王 | Man (滿)       | 956–918        | 976–922                |
| 共王 | Yihu (繄扈)    | 917–900        | 922–900                |
| 懿王 | Jian (囏)      | 899–873        | 899–892                |
| 孝王 | Pifang (辟方)  | 872–866        | 891–886                |
| 夷王 | Xie (燮)       | 865–858        | 885–878                |
| 厲王 | Hu (胡)        | 857–842        | 877–841                |
| 共和 |                | 841–828        | 841–828                |
| 宣王 | Jing (靜)      | 827–782        | 827–782                |
| 幽王 | Gongnie (宮涅) | 782–771        | 781–771                |

## 備考
1. ↑  "...these early states are best known from archaeology and history to have been ruled by the dynastic houses such as that of Shang (1554–1046 BC) and of Western Zhou (1045–771 BC). Therefore, they can be called the early 'royal states'."[1]
2. ↑  "...The collapse of the Western Zhou state in 771 BC and the lack of a true central authority thereafter opened ways to ﬁerce inter-state warfare that continued over the next ﬁve hundred years until the Qin uniﬁcation of China in 221 BC"[1]
3. ↑  The Han historian Sima Qian felt unable to extend his chronological table beyond 841 BC, the first year of the Gonghe Regency, and there is still no accepted chronology in Chinese history before that point.[7][8]
4. 1 2  Shaughnessy dates the Zhou conquest of the Shang to 1045 BC. Earlier dates represent the pre-dynastic Zhou.[11]